# Premier Division 2024-2025 (Sudafrica)
La Premier Division 2024-2025, anche nota come Betway Premiership 2024-2025 per motivi di sponsorizzazione, è stata la 29ª edizione della massima serie del campionato di calcio del Sudafrica, dalla sua fondazione nel 1996. La stagione è iniziata il 14 settembre 2024 e si è conclusa il 29 maggio 2025.
I Mamelodi Sundowns erano i detentori del titolo, avendo vinto il campionato per la settima stagione consecutiva dalla stagione 2017-2018, e si sono riconfermati vincendo il loro quindicesimo titolo.

## Stagione

### Novità
Dalla stagione precedente è retrocesso il Cape Town Spurs, ultima classificata in campionato. Dalla National First Division è invece stato promosso il Magesi.
Nell'agosto 2024 il Marumo Gallants ha acquisito il titolo sportivo del Moroka Swallows.

### Formula
Le 16 squadre partecipanti giocano un girone all'italiana con partite di andata e ritorno, per un totale di 30 giornate. Al termine della stagione, la squadra prima classificata è campione del Sudafrica e si qualifica per la CAF Champions League 2025-2026 insieme con la seconda, mentre la terza classificata si qualifica per la Coppa della Confederazione CAF 2025-2026.
L'ultima classificata è retrocessa automaticamente in National First Division, mentre la penultima gioca uno spareggio triangolare promozione-retrocessione contro la seconda e la terza di First Division.

## Squadre partecipanti
| Squadra           | Città          | Stadio                            |
| ----------------- | -------------- | --------------------------------- |
| AmaZulu           | Durban         | Moses Mabhida Stadium             |
| Cape Town City    | Città del Capo | Cape Town Stadium                 |
| Chippa United     | Port Elizabeth | Nelson Mandela Bay Stadium        |
| Golden Arrows     | Durban         | Sugar Ray Xulu Stadium            |
| Kaizer Chiefs     | Johannesburg   | Soccer City Stadium               |
| Magesi            | Limpopo        | Old Peter Mokaba Stadium          |
| M. Sundowns       | Pretoria       | Stadio Loftus Versfeld            |
| Marumo Gallants   | Limpopo        | Peter Mokaba Stadium              |
| Orlando Pirates   | Johannesburg   | Orlando Stadium                   |
| Polokwane City    | Polokwane      | Old Peter Mokaba Stadium          |
| Richards Bay      | Richards Bay   | Stadio Richards Bay               |
| Royal AM          | Chatsworth     | Stadio Chatsworth                 |
| Sekhukhune United | Polokwane      | Peter Mokaba Stadium              |
| Stellenbosch      | Stellenbosch   | Stadio Danie Craven               |
| SuperSport Utd    | Pretoria       | Lucas Masterpieces Moripe Stadium |
| TS Galaxy         | Mbombela       | Mbombela Stadium                  |

## Classifica
|                      | Pos. | Squadra           | Pt      | G  | V  | N  | P  | GF | GS | DR  |
| -------------------- | ---- | ----------------- | ------- | -- | -- | -- | -- | -- | -- | --- |
| Sudafrica (bandiera) | 1.   | M. Sundowns       | 73      | 28 | 24 | 1  | 3  | 65 | 13 | +52 |
|                      | 2.   | Orlando Pirates   | 61      | 28 | 19 | 4  | 5  | 43 | 20 | +23 |
|                      | 3.   | Stellenbosch      | 48      | 28 | 13 | 9  | 6  | 34 | 21 | +13 |
|                      | 4.   | Sekhukhune United | 46      | 28 | 13 | 7  | 8  | 39 | 31 | +8  |
|                      | 5.   | TS Galaxy         | 35      | 28 | 8  | 11 | 9  | 30 | 30 | 0   |
|                      | 6.   | AmaZulu           | 35      | 28 | 10 | 5  | 13 | 29 | 34 | -5  |
|                      | 7.   | Polokwane City    | 34      | 28 | 8  | 10 | 10 | 19 | 25 | -6  |
|                      | 8.   | Richards Bay      | 33      | 28 | 9  | 6  | 13 | 19 | 26 | -7  |
| [ 5 ]                | 9.   | Kaizer Chiefs     | 32      | 28 | 8  | 8  | 12 | 25 | 32 | -7  |
|                      | 10.  | Marumo Gallants   | 32      | 28 | 8  | 8  | 12 | 26 | 39 | -13 |
|                      | 11.  | Chippa United     | 31      | 28 | 8  | 7  | 13 | 22 | 28 | -6  |
|                      | 12.  | Golden Arrows     | 31      | 28 | 7  | 10 | 11 | 20 | 32 | -12 |
|                      | 13.  | Magesi            | 31      | 28 | 8  | 7  | 13 | 19 | 31 | -12 |
|                      | 14.  | SuperSport Utd    | 27      | 28 | 6  | 9  | 13 | 18 | 30 | -12 |
|                      | 15.  | Cape Town City    | 27      | 28 | 7  | 6  | 15 | 15 | 31 | -16 |
|                      | ---  | Royal AM          | Escluso |    |    |    |    |    |    |     |

Legenda
      Campione del Sudafrica e ammessa alla CAF Champions League 2025-2026.
      Ammessa alla CAF Champions League 2025-2026.
      Ammessa alla Coppa della Confederazione CAF 2025-2026.
 Ammessa ai play-off promozione/retrocessione.
      Retrocessa in National First Division 2025-2026.
Note:
Tre punti a vittoria, uno a pareggio, zero a sconfitta.